# Гауссовская сетка

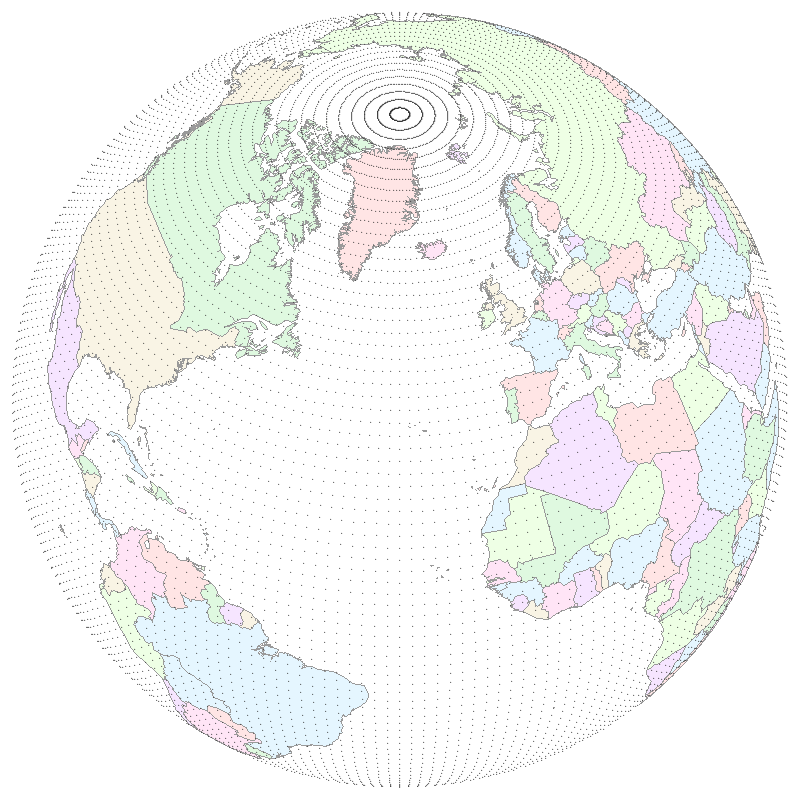
NCEP, гауссовская сетка T62, расположение узловых точек

Га́уссовская се́тка — набор точек на поверхности сферы. Используется в науках о Земле, для моделирования на сфере (которая приблизительно описывает форму Земли). Сетка прямоугольная, с набором ортогональных координат (обычно широт и долгот), представляющих собой матрицу, с которой легко работать.
Долготы обычно распределены с одинаковым шагом, в то время как широты распределены с различным шагом и определяются своей квадратурой Гаусса. На полюсе узловых точек сетки не существует, и количество долгот обычно превышает количество широт в два раза.
Может использоваться редуцированная гауссовская сетка, в которой количество узловых точек сетки в строках (долготы) уменьшается по направлению к полюсам, что позволяет добиться приблизительно равномерного распределения узловых точек на сфере.
Сетка используется в атмосферных моделях глобальной циркуляции чаще, чем в океанических, где есть возможность избежать сингулярности на полюсах, просто передвинув их на сушу.

## Номенклатура гауссовских сеток и соответствующее пространственное разрешение
| Название сетки | Разрешение в градусах | Разрешение в км |
| T21            | 5,625°                | ~600 km         |
| T31            | 3,8°                  | ~420 km         |
| T42            | 2,8125°               | ~300 km         |
| T63            | 1,875°                | ~200 km         |
| T85            | 1,4°                  | ~150 km         |
| T106           | 1,125°                | ~120 km         |
| T159           | 0,8°                  | ~90 km          |
| T255           | 0,5°                  | ~55 km          |